# 셰임 (2011년 영화)
《셰임》(Shame)은 2011년 공개된 영국의 드라마 영화이다. 스티브 매퀸이 연출하고 마이클 패스벤더, 캐리 멀리건이 주연했다.

## 줄거리
7:30 샤워, 10:00 회의 후 화장실, 15:00 회사 컴퓨터 하드 드라이브, 19:00 첼시의 핫 플레이스 바, 22:00 허드슨 강변의 어두운 골목, 24:00 침실의 노트북, 마스터베이션, 포르노그래피, 원나잇스탠드, 콜걸, 음란 채팅..., 성공한 뉴욕 여피, 하지만 24시간 섹스 중독에 사로잡혀 이중적 삶을 살아가던 브랜든. 그리고 그의 삶에 불쑥 찾아 온 씨씨. 은밀한 이중 생활이 위태로워지자 브랜든은 점점 더 수위 높은 쾌락을 탐닉하게 되는데...

## 출연

### 주연
- 마이클 패스벤더
- 캐리 멀리건
- 제임스 뱃지 데일

### 조연
- 니콜 비헤리
- 알렉스 마넷
- 한나 웨어
- 마르타 밀란스
- 제이크 리처드 시실리아노
- 로버트 몬타노
- 에이미 하그리브즈
- 채즈 메넨데즈
- 루시 월터스
- 마리 앙 라미레즈
- 엘리자베스 마수치
- 레이첼 파라
- 로렌 오메르
- 채리스 벨란트
- 안나 로즈 홉킨스

## 기타
- 총괄프로듀서: 피터 햄프든
- 총괄프로듀서: 팀 해슬람
- 총괄프로듀서: 로버트 왈락
- 프로듀서: 이에인 캐닝
- 프로듀서: 에밀 셔만
- 제작프로듀서: 엠마 지
- 공동프로듀서: 버겐 스완슨
- 미술: 주디 벡커
- 세트: 헤더 로플러
- 의상: 데이빗 C. 로빈슨
- 섭외: 에이비 코프먼